# قصر برزان
قصر برزان قصر تاريخي يقع في مدينة حائل شمال الجزيرة العربية وهو قصر الحكم لعائلة آل علي ومن بعدهم لعائلة آل رشيد. سمي برزان لبروزه عن المباني في ذلك الوقت. القصر لم يتبق منه إلا البرجين الذين كانا يحيطان به وكان قصر برزان بارتفاع 70 قدماً. بني القصر قرابة عام 1808م، بواسطة الأمير محمد بن عبد المحسن آل علي ، ثاني حكام أسرة آل علي في حائل. على مساحة تتجاوز 300 ألف متر مربع. ويتكون القصر من ثلاثة طوابق، وتتوزع في الطابق الأرضي كل من المجالس وصالونات الاستقبال والحدائق بالإضافة إلى المطابخ. وفي الطابق الثاني غرف ضيوف الدولة، وفي الطابق الثالث تسكن الأسرة الحاكمة.

## القصر في عهدآل رشيد
عندما أسقط عبد الله العلي الرشيد وأخوه عبيد حكم آل علي عام 1834م، قررا اتخاذ قصر برزان مقرًا للإمارة ومركزا جديدًا لمدينة حائل. أعيد بناء بعض أجزاءه وتم إصلاحه من جديد خلال فترة وجيزة، فأصبح مقرًا لمركز الحكم، ومسكنًا لأسرة آل رشيد الحاكمة.
وظل القصر على تعاقب الأجيال الحاكمة من أسرة آل رشيد مركز إدارة البلد، وفي عهد الأمير طلال بن عبد الله بن علي الرشيد (الحاكم الثاني 1847 - 1866)، بُنيت في باحته وبجوارها المزيد من الدكاكين والمحلات والورش الحرفية والصناعية، وفي عهد الأمير محمد بن عبد الله بن علي الرشيد (الحاكم الخامس 1873 - 1897) تم توسيع ميدان برزان والسوق وبناء جامع برزان الكبير، وذلك أتى متزامنًا مع بناء سور ضخم حول المدينة.

## الرحالة آن بلنت تصف القصر
زارت الرحالة آن بلنت حائل في عهد الأمير محمد بن عبد الله بن علي الرشيد الذي استقبلها في قصر برزان وتركت نصًا تصف فيه دخولها حائل واستقبال الأمير لها، كما وصفت قصر برزان:" شاهدنا حائل فجأة تحت أقدامنا... وكان السور المحيط بالبلدة لا يتجاوزر ارتفاعه عشرة أقدام . كان المبنى الوحيد المرئي من الجميع هو تلك القلعة الكبيرة القريبة من مدخل المدينة، وهنا قال لنا راضي إن ذلك هو القصر، أو بالأحرى قصر ابن رشيد.
على الرغم من مشاغلي فأنا لايمكن أن أنسى مطلقًا ذلك الانطباع الحي الذي ارتسم داخلي، عندما دخلنا مدينة حائل، جراء الأناقة غير العادية للجدران والشوارع، التي أوحت لنا بجو خيالي وغير واقعي.

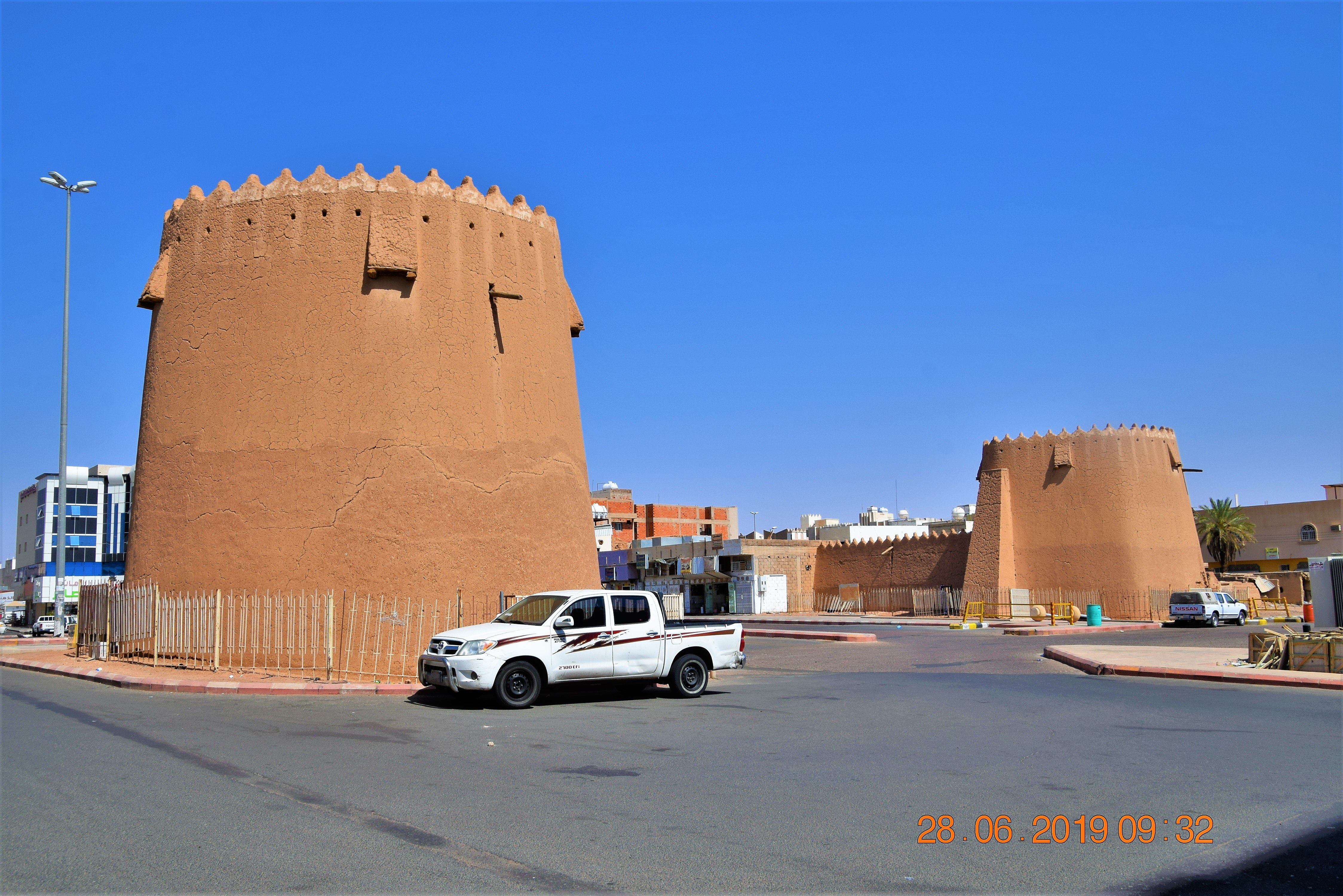
برزان

جاء استقبالنا على النحو الذي تمنيناه، وبينما كنا على ظهور خيولنا وندخل فناء القصر... مروا بنا في بداية الأمر من خلال مدخل مظلم، من الواضح أنه أنشئ أصلاً تلبية لمطلب من مطالب الدفاع، ثم مشينا بعد ذلك في مر مظلم، كان أحد جانبيه مكونًا من أعمدة، الأمر الذي ذكرنا بعض الشيء بمداخل بعض المعابد المصرية القديمة.
.. وانفتح الباب بعد ذلك، لنجد أنفسنا داخل قهوة كبيرة أو إن شئت فقل غرفة استقبال. كانت الغرفة أنيقة من حيث إنها تحتوي على صف مكون من خمسة أعمدة، ويقع في منتصف الغرفة، حاملاً السقف . كان قطر العمود الواحد يصل إلى حوالي أربعة أقدام، والأعمدة من النوع العادي البسيط، التي لكل واحد منها رأس مربع الشكل، ترتكز عليه رافدات الحمل. كانت الغرفة مضاءة بواسطة فتحات تهوية صغيرة مربعة الشكل قريبة من السقف، ومضاءة أيضًا بواسطة الباب،
... كانت الغرفة من الداخل مدهونة كلها باللون الأبيض أو بالأحرى اللون الأبيض المشوب باللون البني، وكانت الغرفة خالية من أي نوع من الأثاث على اختلاف أنواعه، ولم يكن في الغرفة أي نوع من أنواع التركيبات، اللهم باستثناء المشاجب الخشبيى التي تُعلّق عليها السيوف، وفي الغرفة أيضَا حلبة مقابلة للباب موضوع فوقها الهون الذي يستخدم في طحن البن، كما يوجد على الحلبة أيضًا وجار مقام في ركن من أركان الحلبة، جاهز لإعداد القهوة . كانت الغرفة مظلمة تمامًا، لكننا استطعنا تبين بعض العبيد، المشغولين بدلال القهوة حول النار".

## القصر في الشعر
ومن الأبيات التي نقلها محمد سعيد كمال (في الأزهار النادية من روائع البادية الجزء الثالث) عن برزان، هذه المقطوعة التي يحفظها أهالي حائل حتى الآن ويرددونها دائمًا:
| بنينا لنا قصر ببرزان   |  | عريض الدرج زين المباني |
| وبنّايته تسعين رجال     |  | مع ألفين عبد وترجماني  |
| وبُوبَه ذهب يا طيب الفال |  | وطينه زباد وزعفراني    |

وذكره أيضًا الشيخ راكان بن حثلين أمير العجمان، عندما قال في قصيدة وجهها للأمير محمد بن عبد الله بن علي الرشيد:
| من باب برزان إلى باب نجران |  | ماهو لنا، يالضيغمي، أنت أميره |

## الهدم
بعد سقوط حائل عام 1921م، تولى إمارة حائل بعد عامين من السقوط، الأمير عبد العزيز بن مساعد بن جلوي آل سعود وتم هدم القصر بالكامل سنة 1381 هـ.

## رثاء القصر
عملية الهدم آذت مشاعر أهالي حائل وما زالت، وفي ذلك سطرت عشرات القصائد، ومن ضمن ما قيل فيه شعرًا:
- للشاعر عبد العزيز الدعيع (1936 م)، من أهالي حائل:

| مرحوم ياقصر السناعيس برزان   |  | غدا محطة للسوافى ترابه        |
| من يوم شفت العث يسعى بدمران  |  | بكيت يوم أن الدركتر مشى به    |
| ماهو غلا، مار أن للنفس ميزان |  | راحوا هله، أغلى منه، هو قرابة |
| مضيف أخو نورة تولّوه قصمان    |  | يحتسّ لا من القصيمي وطى به     |

وحتى يقول:
| ياعلّكم ياللي سعيتوا ببرزان  |  | من هدّ سوره، يأخذ الله شبابه |
| مرحوم ياللي حرّم السوق زهدان |  | حتى صلاة العيد ما سار بابه  |
| هذاك ابن ريشان عساه بجنان   |  | أطلب عسى لي دعوة مستجابة    |

## برزان في الحاضر
تحول برزان في الوقت الحاضر إلى حي كامل يقع في مركز مدينة حائل الحديثة، غير أن ساحة القصر القديم ومكان القصر بالتحديد لا يزال حتى الآن ساحة مرصوفة وخالية.

## معرض الصور

صورة أخرى لقصر برزان ويظهر فيه حرس القصر
صورة داخلية لقصر برزان التقطتها جيرترود بيل سنة 1914
صورة الفناء الداخلي لقصر برزان, ويظهر ثلاثة رجال
أحد ممرات قصر برزان
صورة داخلية للقصر ويظهر فيها بعض الحرس